# Polyrhachis festina
Polyrhachis festina  (лат.) — вид древесных муравьёв рода полирахис (Polyrhachis) из подсемейства Formicinae (отряд перепончатокрылые). Эндемик Индонезии.

## Распространение
Юго-восточная Азия: Индонезия, остров Сулавеси.

## Описание
Длина тела рабочих особей — 6,8 мм, ширина головы — 1,5 мм (длина — 1,84 мм), длина скапуса (SL) — 2,28 мм. Основная окраска тела чёрная. На переднеспинке два крупных плечевых шипа, направленных вперёд. На петиоле также два длинных шипа, направленных вверх и назад, а также два коротких боковых шипика. Соотношение длины скапуса усиков к ширине головы (индекс скапуса, SI=SL/HW × 100) — 152. Соотношение ширины и длины головы (CI) у рабочих — 81. Ширина петиоля (PTW) — 1,12 мм, длина средней голени (MTL) — 2,25 мм. Таксон относится к подроду Myrma и группе видов Polyrhachis (Myrma) relucens species group. Вид был впервые описан в 2008 году австралийским мирмекологом Рудольфом Кохоутом (Rudolf J. Kohout; Queensland Museum, Брисбен, Австралия).